# Monopeltis rhodesiana
Monopeltis rhodesiana — вид плазунів з родини амфісбенових (Amphisbaenidae). Мешкає в Південній Африці.

## Поширення і екологія
Monopeltis rhodesiana мешкають на крайньому північному сході Намібії (Капріві), на крайній півночі Ботсвани, на півдні Замбії і Малаві, в Зімбабве та за заході Мозамбіку. Вони жєивуть у мезофітних саванах, що ростуть на алювільних ґрунтах.